# Podkowce w Szczawnicy
Podkowce w Szczawnicy este o arie protejată (sit de importanță comunitară — SCI) din Polonia întinsă pe o suprafață de 569,15 ha, integral pe uscat.

## Localizare
Centrul sitului Podkowce w Szczawnicy este situat la coordonatele 49°25′25″N 20°28′24″E / 49.4236°N 20.4733°E.

## Înființare
Situl Podkowce w Szczawnicy a fost declarat sit de importanță comunitară în martie 2007 pentru a proteja 2 specii de animale.

## Biodiversitate
Situată în ecoregiunea alpină, aria protejată conține 1 habitat natural: Mlaștini alcaline.
La baza desemnării sitului se află mai multe specii protejate de  mamifere (2): râs eurasiatic (Lynx lynx), liliacul mic cu potcoavă (Rhinolophus hipposideros).